# Peter Orloff
Peter Orloff, pseudonimo di Pjotr Nikolajewitsch von Orlow (Lemgo, 12 marzo 1944), è un cantante, paroliere, compositore e produttore discografico tedesco di origine russa.
Nel corso della sua carriera, ha pubblicato una sessantina di album, di cui una ventina di album in studio  e ha scritto brani e prodotto dischi per diversi artisti.
Tra i suoi brani di maggiore successo, figurano Cora, komm nach Haus, Immer, wenn ich Josy seh, Ein klasse Girl ist Monika, Königin der Nacht e Ein Mädchen für immer. I suoi brani sono stati ripresi da altri cantanti e gruppi.

## Biografia
Pjotr Nikolajewitsch (trasl. scientifica: Pëtr Nikolaevič) von Orlow nasce a Lemgo il 12 marzo 1944. Discendente di una nobile famiglia russa e figlio di un membro del coro dei cosacchi del Mar Nero, all'età di 14 entra egli stesso a far parte di questo coro, esibendosi nella città di Amburgo.
Negli anni sessanta fonda quindi un proprio gruppo chiamato The Kossacks.
In seguito, alla fine degli anni sessanta viene scoperto dal paroliere Heinz Korn, che per Orloff scriverà i testi di oltre 400 canzoni. Sempre alla fine degli anni sessanta, Orloff scrive per Peter Maffray il brano Du, che rappresenta il maggiore successo di questo interprete.
Nel 1969, pubblica il singolo Ein klasse Girl ist Monika, che raggiunge il primo posto delle classifiche tedesche. Nel 1971 pubblica il singolo Ein Mädchen für immer, che raggiunge il 16º posto delle classifiche tedesche, venendo anche certificato disco d'oro, e il primo posto delle classifiche in Belgio. Nello stesso anno, compare, nella parte di un cantante, nel film, diretto da Franz Josef Gottlieb, Die tollen Tanten schlagen zu.
Alla fine degli anni settanta, incide il brano Ich liebe Dich, scritto per lui da Drafi Deutscher, dopodiché Orloff decide di prendersi una lunga pausa dalla scene.
Nel 1980, incide una cover in tedesco del brano di Toto Cutugno Solo noi, intitolata Ich muß heim.
Negli anni novanta, decide di dedicarsi alla musica popolare, diventando produttore del coro dei cosacchi del Mar Nero.   Nel frattempo, nel 1991, incide una nuova versione della sua hit Ein Mädchen für immer, che raggiunge la vetta della classifica dei singoli Schlager dell'ARD.

## Discografia parziale

### Album
- 1968: Peter Orloff
- 1968: Monika - Peter Orloff singt seine Hits
- 1969: Schlager-Autogramm
- 1971: Ein Mädchen für immer
- 1973: Eliza
- 1973: Disco Hit Gitarre
- 1976: Ich bestell schon mal das Himmelbett
- 1978: Immer wenn ich Josy seh'
- 1979: Meine schönsten Hits
- 1983: Die schönsten Mädchen gibt's in Germany
- 1988: Die großen Erfolge
- 1988: Peter Orloff singt Peter Orloff
- 1993: Cora komm nach Haus
- 1993: The Very Best of
- 1994: Single Hit Collection
- 1998: Das Beste von
- 2004: Es strahlt ein Stern - Festliches Weihnachtskonzert
- 2009: Die 30 größten Hits
- 2015: Peter Orloff
- 2017: Kosaken Classics: Große Stimmen - Große Melodien
- 2019: 50 legendäre Jahre - Die Gold-Edition
- 2021: 30 unvergessene Hits
- 2023: Goldene Jubiläums-Edition

## Filmografia parziale
- Die tollen Tanten schlagen zu, regia di Franz Josef Gottlieb (1971)
- Zwei im 7. Himmel, regia di Sigi Rothemund (1974)